# Eduard Tubin
Eduard Tubin (18. červen 1905, Kallaste – 17. listopadu 1982, Stockholm) byl estonsko-švédský hudební skladatel a dirigent.

## Život
Na hudební akademii v Tartu byl žákem Heino Ellera. Roku 1938 se setkal s maďarským skladatelem a etnomuzikologem Zoltánem Kodálym, který ho přiměl zabývat se estonským folklórem. Za tím účelem Tubin roku 1938 uskutečnil výpravu na estonský ostrov Hiiumaa, kde začal sbírat lidové písně a popěvky. Od té chvíle často využíval motivů estonského folklóru ve své tvorbě, zejména například ve svém baletu Kratt (jejž vytvořil v letech 1938–1940, kdy jeho folklórní vášeň kulminovala). Po okupaci Estonska Sovětským svazem roku 1944 uprchl do Švédska, kde se usadil. Švédské občanství získal roku 1961. V druhé části své hudební kariéry, zejména po emigraci, se jeho hudba více internacionalizovala. Velmi ho v tom ovlivnila práce pro Drottningholms slottsteater (operní dům ve Stockholmu), kde se živil tím, že restauroval staré opery. Začal také experimentovat s modernistickými postupy, zejména v 7. symfonii dospěl dokonce až k dodekafonii, avšak neopustil pevninu tonální hudby.
Napsal mimo jiné opery Barbara von Tisenhusen (premiéra 1969) a Farář z Reigi (premiéra 1979), provedené v Estonsku.

## Ohlas
Dlouho nemohl dojít uznání, zejména prosadit se ve Švédsku pro něj bylo obtížné a nemohl se živit jen skládáním. Uznání, i mezinárodního, se mu dostalo až v závěru života. Velkou roli v tom sehrál jeho krajan, dirigent Neeme Järvi, který se stal propagátorem jeho díla na světových scénách. V Estonsku byl po rozpadu SSSR doceněn jako jeden z nejvýznamnějších estonských umělců, v Tartu mu byla vztyčena socha, na zámku v Alatskivi je dnes jeho muzeum.